# 奧什
40°32′N 72°48′E / 40.53°N 72.8°E
奧什（吉爾吉斯語：/）是吉爾吉斯第二大城市，亦是奧什州的首府，位於吉爾吉斯南部，在费尔干纳盆地东南端，阿克布拉河出山口附近。人口約有50萬。

## 地名
该城可能是汉代被称为“贰师”的城市，城名在《西域图志》中写作“鄂什”，在《西域水道记》中写作“乌什”，还有卧什、鄂斯等写法。此外，中国民族史学家刘义棠认为，《元史》中提到的“倭赤”，即如今的奥什。

## 概况
它是吉爾吉斯“第二個首都”，也是奧什州的行政中心。奧什市是一個滿有生氣的城市：它有中亞地區最大及最活躍的戶外市集。奧什市的人口成份並非單一，有塔吉克族、吉尔吉斯人、乌兹别克族人。1990年就曾發生過很嚴重的種族衝突。
在 2009 年人口普查中，吉爾吉斯族佔 47.9%，烏茲別克族佔 44.2%，俄羅斯人佔 2.5%，土耳其人佔 2.2%，韃靼人佔 1.1%，其他少數民族佔 2.1%。
雖然奧什市是一個古城，但打從前蘇聯建立之時，就已經是一個工業城市。不過城內大部份的工業都在蘇聯解體之後倒閉，現在慢慢恢復元氣。在费尔干纳谷地，吉尔吉斯斯坦和乌兹别克斯坦的边境划分相当复杂。在许多情况下，认为划定的边界分开了有着长久历史联系的土地和城镇，这使得贸易和经济发展困难。在这种情况下，奥什也失去了与其历史上控制的大部分地区的联系。
通过每天来往于首都比什凯克和奥什之间的班机，吉尔吉斯斯坦南北部分得以联系。另外，两城市间的长途艰险的道路，也得到了现代化，交通因此便利了许多。

## 历史
帖木尔的后代，印度莫卧儿帝国的创立者巴布爾出生在费尔干纳谷地中离奥什不远的安集延（位于今天的乌兹别克斯坦境内）。从那里开始，他走上了征服德里苏丹国，并开创莫卧儿帝国的征程。

## 姊妹城市
- 土耳其伊斯坦布尔
- 土耳其約茲加特
- 俄羅斯圣彼得堡
- 沙烏地阿拉伯吉达